# 长柄歧伞花
长柄歧伞花（学名：[Cymaria acuminata] 错误：{{Lang}}：文本有斜体标记（帮助）），为唇形科歧伞花属下的一个植物种。